# 1859 في الولايات المتحدة
فيما يلي قوائم الأحداث التي وقعت خلال عام 1859 في الولايات المتحدة.

## سياسة

### تعيين في المنصب
- 1 يناير – جون ويليس ايليس حاكم كارولينا الشمالية [الإنجليزية]‏.
- 1 يناير – جيمس ف. ويلسون عضو مجلس ولاية آيوا.
- 4 مارس – توماس كوروين عضو مجلس النواب الأمريكي.
- 4 مارس – ثاديوس ستيفنز عضو مجلس النواب الأمريكي.
- 4 مارس – جون أ لوجان عضو مجلس النواب الأمريكي.
- 4 مارس – هنري بوين انتوني عضو مجلس الشيوخ الأمريكي.
- 31 ديسمبر – سام هيوستن حاكم ولاية تكساس.

### انتهاء فترة المنصب
- 18 يناير – بيتر ف كوزي حاكم ولاية ديلاوير [الإنجليزية]‏.
- 4 مارس – جون بيل عضو مجلس الشيوخ الأمريكي.
- 4 مارس – ديفيد سيتيل ريد عضو مجلس الشيوخ الأمريكي.
- 5 مارس – سام هيوستن عضو مجلس الشيوخ الأمريكي.
- 31 مايو – إليشا داير حاكم رود آيلاند [الإنجليزية]‏.
- 21 ديسمبر – هاردين آر. رنلز حاكم ولاية تكساس.

## مواليد

### يناير
- 15 يناير – ناثانيال لورد بريتون عالم نبات أمريكي.

### فبراير
- 14 فبراير – تشارلز فليتشر جونسون سياسي أمريكي.
- 14 فبراير – جورج واشنطن غيل فيريس الابن مهندس أمريكي.

### مايو
- 3 مايو – أندي آدامز

### يونيو
- 4 يونيو – هنري كرو

### يوليو
- 31 يوليو – ثيوبالد سميث

### أغسطس
- 11 أغسطس – هيبر مانينغ ويلز سياسي من الولايات المتحدة الأمريكية.
- 14 أغسطس – جون إي ماكول سياسي أمريكي.
- 27 أغسطس – كلارنس كلارك لاعب كرة مضرب أمريكي.
- 28 أغسطس – ماتيلدا هاول نبّآلة من الولايات المتحدة الأمريكية.

### سبتمبر
- 26 سبتمبر – إرفينج باتشيلر روائي وصحفي أمريكي.

### أكتوبر
- 17 أكتوبر – ميغيل أنطونيو أوتيرو كاتب أمريكي.
- 20 أكتوبر – جون ديوي

### نوفمبر
- 23 نوفمبر – الولد بيلي

### ديسمبر
- 1 ديسمبر – آرثر بيج براون مهندس معماري أمريكي.
- 19 ديسمبر – دوغلاس هوتون كامبل عالم نبات أمريكي.
- 22 ديسمبر – جوردون جاي روسل سياسي أمريكي.
- 26 ديسمبر – وليام دينيسون ستيفنس سياسي أمريكي.

## وفيات

### مارس
- 19 مارس – أوليفر سميث (مواليد 1794) سياسي أمريكي.

### أبريل
- 14 أبريل – جورج م بيب (مواليد 1776) سياسي أمريكي.
- 15 أبريل – ويليس ألين (مواليد 1806) سياسي أمريكي.

### مايو
- 11 مايو – توملينسون فورت (مواليد 1787) سياسي أمريكي.
- 13 مايو – دينيسون أولمستيد (مواليد 1791)

### يونيو
- 8 يونيو – والتر هانت (مواليد 1796) مخترع من الولايات المتحدة الأمريكية.

### يوليو
- 13 يوليو – روفوس تشوت (مواليد 1799) سياسي أمريكي.
- 21 يوليو – جون غايل (مواليد 1792) سياسي أمريكي.
- 30 يوليو – ريتشارد راش (مواليد 1780)

### أغسطس
- 15 أغسطس – ناثانيل كليبورن (مواليد 1777) سياسي أمريكي.
- 23 أغسطس – جوناثان هارفي (مواليد 1780) سياسي أمريكي.

### سبتمبر
- 2 سبتمبر – ديليا بيكون (مواليد 1811) كاتبة من الولايات المتحدة الأمريكية.

### أكتوبر
- 3 أكتوبر – جون ميسون (مواليد 1799) سياسي أمريكي.

### نوفمبر
- 16 نوفمبر – جورج روكينجهام غيلمر (مواليد 1790) سياسي أمريكي.
- 28 نوفمبر – واشنطن إيرفينج (مواليد 1783) مؤلف وكاتب أمريكي.

### ديسمبر
- 2 ديسمبر – جون براون (مواليد 1800)
- 19 ديسمبر – ميرابو بي لامار (مواليد 1798) سياسي أمريكي.
- 30 ديسمبر – روبرت ألن (مواليد 1794) سياسي أمريكي.
- 31 ديسمبر – إسحاق بلاكفورد (مواليد 1786)
- 31 ديسمبر – جوزيف هول (مواليد 1793) سياسي أمريكي.